# Hôtel de ville d'Alma
L'hôtel de ville d'Alma est un établissement patrimonial qui héberge la mairie d'Alma depuis 1932. Il fut rénové en 2023 dans un projet de rénovation de 3,4 millions de dollars.

## Histoire
L'hôtel de ville d'Alma a été construit en 1931 et 1932 selon les plans de l'architecte Raoul Chênevert. Il sert à l'origine d'hôtel de ville et de caserne de pompiers. Les travaux de constructions ont été répartis entre deux contremaitres, soit Henri Pelletier pour le corps principal et Edmond Lavoie pour la charpente et la caserne de pompiers. L'édifice a été construit en pleine Grande Dépression et a engagé plusieurs chômeurs pour sa construction. 